# BMW F 800 GS Adventure

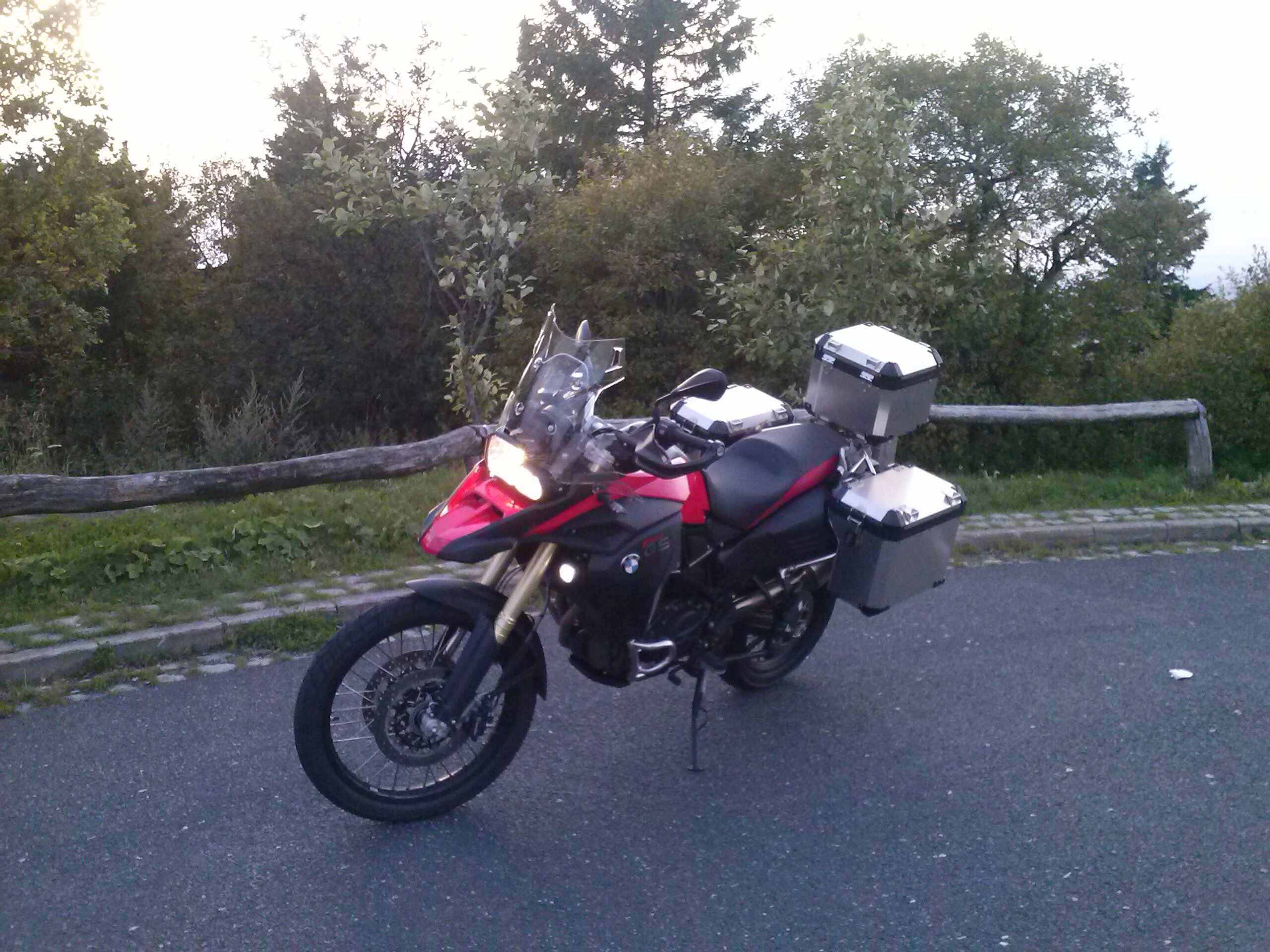
Eine BMW F800 GS ADV in Rot auf dem Feldberg/Ts mit original BMW Koffern

Die BMW F 800 GS Adventure [ədˈvɛntʃə] ist ein geländegängiges Motorrad des deutschen Fahrzeugherstellers BMW. Die Reiseenduro wurde am 14. Juni 2013 auf dem Betriebsgelände von Touratech in Niedereschach vorgestellt, Verkaufsstart war am darauffolgenden Tag. Das Motorrad basiert auf der BMW F 800 GS und wird im BMW-Werk Berlin in Spandau hergestellt. Die Modellbezeichnung GS bedeutet Gelände/Straße, mit Adventure bezeichnet BMW die reichweitenvergrößerten Modelle mit verbesserten Geländeeigenschaften. Der interne Modellcode lautet K75.
2018 wurden die F 800 GS nach ca. 165.000 Exemplaren durch F 750 GS und F 850 GS abgelöst.

## Konzeption
Die Adventure ist das sechste Modell der F 800-Baureihe und nach der BMW R 1150 GS Adventure und BMW R 1200 GS Adventure K255 das dritte Modell der Adventure-Reihe, die wiederum die Paris Dakar-Sondermodelle fortsetzt. Motor, Antriebsstrang, Fahrwerk und Armaturen sind identisch zur BMW F 800 GS.
Gegenüber dem Basismodell hat die Adventure ein größeres Windschild, eine neue Sitzbank, Handprotektoren und einen Motorschutzbügel. Die Flanken des um 8 Liter vergrößerten Kraftstofftanks unter der Sitzbank sind breiter als bei der Standard-GS, der Sitz ist 10 mm höher. Die serienmäßigen Kofferhalter der Adventure fungieren auch als Tankschutzbügel. Fahrfertig ist die Adventure mit 229 kg um 15 kg schwerer.
Die F 800 GS Adventure ist unterhalb der Boxer-Reihe BMW R 1200 GS Adventure positioniert. Konkurrenzmodell mit vergleichbarer Fahrwerksgeometrie und Antriebsleistung im Segment der Mittelklasse-Enduros ist die Triumph Tiger 800 XC.

## Konstruktion

### Motor
Der flüssigkeitsgekühlte Zweizylindermotor von Rotax erzeugt aus 798 cm³ Hubraum eine Nennleistung von 63 kW (85 PS) und ein maximales Drehmoment von 83 Nm bei einer Drehzahl von 5750 min−1. Die zwei Zylinder haben eine Bohrung von ⌀ 82 mm Durchmesser. Der Kolbenhub beträgt 75,6 mm bei einem Verdichtungsverhältnis von 12:1. Die geschmiedete Kurbelwelle ist vierfach gelagert und hat einen Hubzapfenversatz von 360°. Im Zylinderkopf rotieren zwei obenliegende Nockenwellen, die über Schlepphebel zwei Einlass- und zwei Auslassventile ansteuern. Der quer montierte Parallel-Twin ist um 8,3 Grad noch vorne geneigt. Der Massenausgleich von Kräften und Drehmomenten erster und zweiter Ordnung erfolgt über ein Schwenkpleuel, das auf einem eigenen Hubzapfen mit 180° Hubversatz zu den Kolben sitzt und sich gegenläufig zu den Motorenpleueln bewegt. Das Motorgewicht des Rotax 804 inklusive Kupplung und Getriebe beträgt ohne Betriebsstoffe 63 kg.

### Antriebsstrang
Der Primärtrieb erfolgt über Zahnräder. Die Krafttrennung erfolgt durch eine mechanisch betätigte Mehrscheiben-Ölbadkupplung, die Drehmomentumwandlung durch ein klauengeschaltetes Sechsganggetriebe. Eine Dichtringkette im Sekundärantrieb überträgt das Motordrehmoment vom Getriebeausgang an eine Ruckdämpfung in der Hinterradnabe.

### Fahrwerk

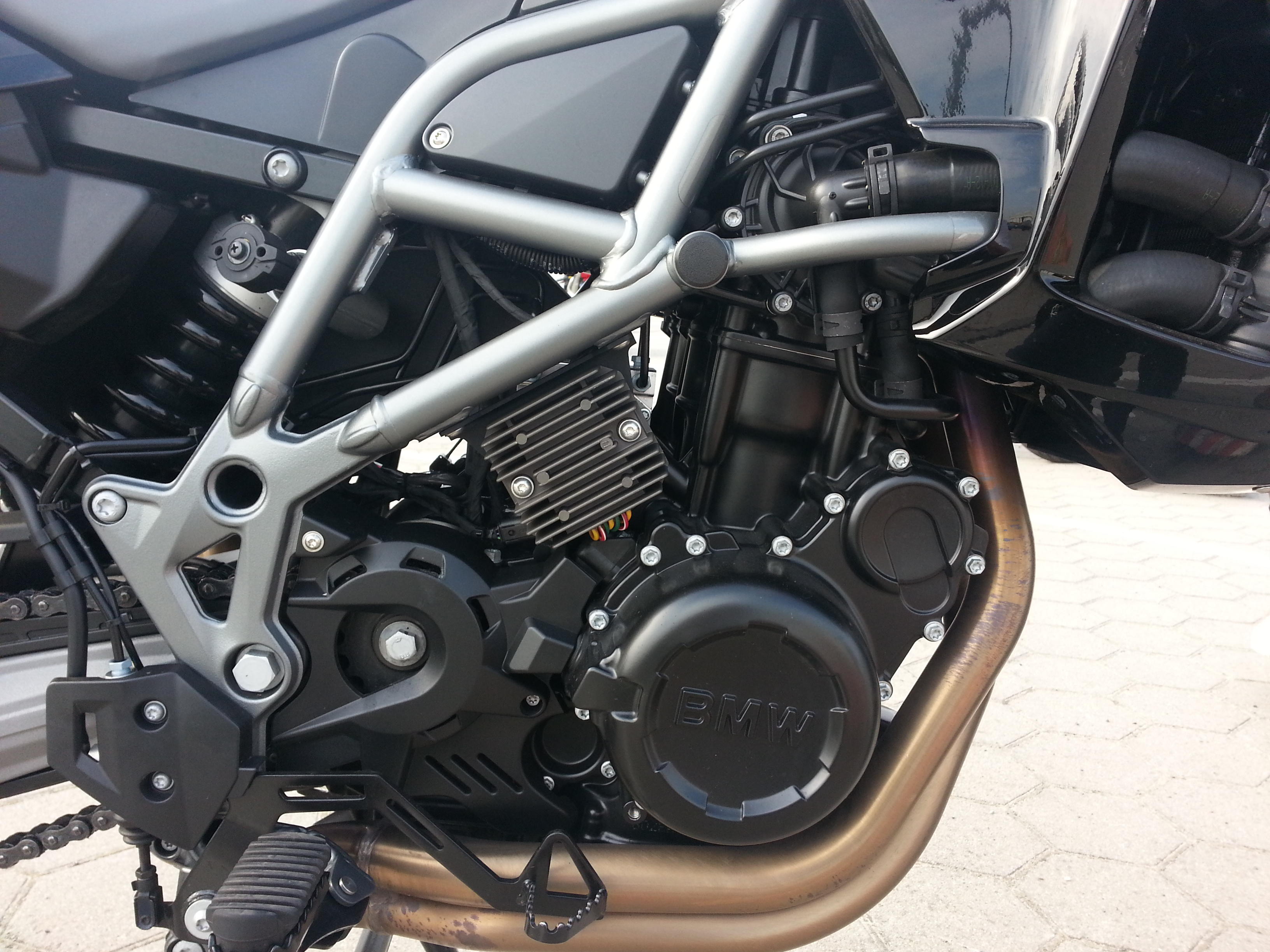
Rotax 804 als mittragendes Element des Fahrwerks

Der Gitterrohrrahmen aus Stahl umschließt den mittragenden Motor. Das angeschraubte Heckteil aus Vierkant-Stahlrohr ist gegenüber dem Basismodell wegen des vergrößerten Kraftstofftanks und der höheren Zuladung verstärkt. Die Upside-Down-Telegabel von Marzocchi hat einen Innenrohrdurchmesser von ⌀ 45 mm und einen Federweg von 230 mm. Die im Kokillengießverfahren gefertigte Zweiarmschwinge aus Leichtmetall verfügt über ein einstellbares Federbein von ZF Sachs mit 215 mm Federweg. Das hintere direkt angelenkte Federbein besitzt eine wegeabhängige Dämpfung. Federvorspannung und Zugstufendämpfung sind verstellbar.
Das Motorrad ist vorn mit Doppelbremsscheiben mit einem Durchmesser von ⌀ 300 mm und Zweikolbensattel und hinten mit einer einfachen Bremsscheibe mit ⌀ 265 mm und einem Einkolbensattel ausgerüstet. Die Bremsanlagen sind von Brembo. Das serienmäßige Antiblockiersystem vom Typ Bosch 9M ist abschaltbar. Die Drahtspeichenräder besitzen Aluminiumfelgen mit einem Durchmesser von 21 Zoll vorn und 17 Zoll hinten. Optional erhältlich sind eine elektronische Fahrwerksanpassung und eine Stabilitätskontrolle.
Das zulässige Gesamtgewicht beträgt 454 kg, 11 kg mehr als bei dem Basismodell, und die maximale Zuladung 225 kg.

### Kraftstoffversorgung
Die Gemischbildung erfolgt durch eine elektronisch gesteuerte Saugrohreinspritzung, die durch eine als BMS-K+ bezeichnete Motorsteuerung geregelt wird. Der durchschnittliche Kraftstoffverbrauch beträgt 5,2 Liter auf 100 km. Der Kraftstofftank befindet sich wie bei allen Modellen der F-Reihe unter der Sitzbank und hat ein Volumen von 24 Liter. Die Tanköffnung befindet sich auf der rechten Seite in Höhe des Soziussitzes. Der Hersteller empfiehlt die Verwendung von bleifreiem Motorenbenzin mit einer Klopffestigkeit von mindestens 95 Oktan. Die Abgasnachbehandlung erfolgt durch einen Drei-Wege-Katalysator mit Lambdasonde und unterschreitet die Schadstoffgrenzwerte der Abgasnorm Euro-3. Die Abgaskrümmer der 2-in-1-Auspuffanlage münden auf der linken Fahrzeugseite in einen Endschalldämpfer.

### Elektrik
Die Starterbatterie ist über dem Motor montiert, hat eine Kapazität von 14 Ah und versorgt den elektrischen Anlasser. Ein permanenterregter Generator dient als Lichtmaschine und erzeugt eine elektrische Leistung von 400 Watt.

## Wartungsplan
| Tätigkeit                                                               | 1000 km  | 10000 km | 20000 km       | 30000 km       |
| ----------------------------------------------------------------------- | -------- | -------- | -------------- | -------------- |
| Fahrzeugtest mit BMW Motorrad Diagnosesystem durchführen                | x        | x        | x              | x              |
| Ölwechsel im Motorrad mit Filter                                        | jährlich | x        | x              | x              |
| Ventilspiel prüfen                                                      |          |          | x (alle 20tkm) | x              |
| alle Zündkerzen ersetzten                                               |          |          | x (alle 20tkm) | x              |
| Luftfiltereinsatz prüfen oder ersetzen                                  |          |          | x (alle 20tkm) | x              |
| Ölwechsel in der Teleskopgabel                                          |          |          |                | x (alle 30tkm) |
| Kühlmittelstand prüfen                                                  | x        | x        | x              | x              |
| Kupplungsspiel prüfen/einstellen                                        | x        | x        | x              | x              |
| Gaszug auf Leichtgängigkeit, Scheuer- und Knickstellen und Spiel prüfen | x        | x        | x              | x              |
| Bremsbeläge und Bremsscheiben vorn auf Verschleiß prüfen                | x        | x        | x              | x              |
| Bremsbeläge und Bremsscheiben hinten auf Verschleiß prüfen              | x        | x        | x              | x              |
| Bremsflüssigkeit im gesamten System wechseln                            | x        | x        |                | x              |
| Sichtprüfung der Bremsleitungen, Bremsschläuche und Anschlüsse          | x        | x        |                | x              |
| Spannung der Speichen prüfen ggf. nachziehen                            | x        | x        | x              | x              |
| Reifenluftdruck und -profiltiefe Prüfen                                 | x        | x        | x              | x              |
| Kettenantrieb prüfen und schmieren                                      | x        | x        | x              | x              |
| Seitenstütze auf Leichtgängigkeit prüfen                                | x        | x        | x              | x              |
| Lenkkopflager prüfen                                                    | x        | x        | x              | x              |
| Beleuchtung und Signalanlage prüfen                                     | x        | x        | x              | x              |
| Funktionstest Motorstart-Unterdrücken                                   | x        | x        | x              | x              |
| Endkontrolle und Prüfen auf Verkehrssicherheit                          | x        | x        | x              | x              |
| Fahrzeugtest mit BMW Motorrad Diagnosesystem durchführen                | x        | x        | x              | x              |
| Servicedatum und Service Restwegstrecke setzen                          | x        | x        | x              | x              |

## Kritiken
„Im Zweipersonenbetrieb wird das Vorderrad schon verdammt leicht, was sich negativ auf das Fahrverhalten auswirkt. Im Solobetrieb wuselt die Adventure F recht leichtfüßig über die Passstraßen, bleibt spurstabil auch bei höheren Geschwindigkeiten und gehört aufgrund ihrer weichen Grundabstimmung zu den komfortablen ihrer Gattung.“

„Mit 24 Liter Benzintankvolumen ist die Reichweite der neuen BMW F 800 GS Adventure deutlich größer als bei der Standardausführung mit nur 16 Litern. Wobei der nominell 85 PS starke, von Rotax aus Õsterreich zugelieferte Reihenzweizylindermotor als besonders sparsam gilt, selbst bei sportlichem Einsatz spritzt er sich nur selten mehr als fünf Liter pro 100 Kilometer ein. Schon in der Standard-F 800 GS kommt man also in der Regel über 300 Kilometer weit, mit der Adventure dürfen es bis zu 500 Kilometer sein.“

„Meiner Meinung nach ist die 800er GS eine moderne Interpretation der Africa Twin, ihres Konzepts. Sie ist überdies noch etwas Eigenes, sie kombiniert ihre langweiligen “kann-gut-kochen”-Qualitäten mit Ansätzen echter Enduro-Ergonomie: schmale Sitzbank, gut im Stehen zu fahren, serienmäßig 21"-Vorderrad.“

„Sauber zieht die Baby-GS ihren Strich, sorgt mit ihrem besserem Sitzkomfort und der in der Adventure-Ausgabe höheren, steil aufgerichteten Scheibe für Behaglichkeit. Allerdings: Ihr Paralleltwin gibt sich gerade auf der Autobahn rau. Vor allem bei höheren Drehzahlen rappelt der Gleichläufer trotz seines vibrationsmindernden Hilfspleuel vernehmlich, reduziert den Blick im Rückspiegel auf ein Zerrbild.“

„Wer gern Kilometer auf der Autobahn abspult, braucht nichts machen, außer sich an die Geschwindigkeitsbegrenzung zu halten. Bei 150 km/h fängt die Adventure wegen der großen Alukoffer nämlich zu pendeln an.“

„Bereits im Serientrimm wirkt die F 800 GS Adventure sehr komplett. Dennoch tun sich nach ersten Fahreindrücken Betätigungsfelder für die Zubehörindustrie auf. Zum Beispiel wirkt die Vorderradgabel in manchen Situationen etwas zu weich, zumindest für Extremeinsätze. Auch der teils etwas blechern wirkende Sound des Zweizylinders lässt Raum für Verbesserungen.“

„24 Liter fasst der große Tank am Heck und lässt somit einen Aktionsradius von bis zu 500 Kilometern zu. Zusammen mit den unhandlichen und gewaltigen Alu-Koffern, die starke 15 Kilogramm (ohne Zuladung) auf die Waage bringen, wird aus dem ohnehin hecklastigen Motorrad ein besonders hecklastiges. In die erste Kurve eingelenkt, scherrt die Adventure schon bei minimaler Schräglage erschreckend über das Vorderrad und lässt sich nur mit einem saftigen Tritt in den Erdboden wieder aus der Gefahrenzone befördern.“